# Gerhard Hillmayr
Gerhard Hillmayr (* 1948 in Reutlingen) ist ein deutscher Aquarellist, Illustrator und Grafikdesigner.

## Leben
Von 1971 bis 1976 studierte Gerhard Hillmayr Illustration und Grafikdesign in Vancouver, wurde Mitglied der Federation of Canadian Artists und stellte seine Werke in den folgenden Jahren in verschiedenen Galerien in Kanada aus. Seit seiner Rückkehr nach Deutschland 1980 arbeitet er freiberuflich als Aquarellist, Illustrator und Grafik-Designer. Er unterrichtet als Dozent in Malseminaren und hat 17 Bücher zum Thema Aquarellmalerei im Englisch Verlag publiziert. Er lebt mit seiner Familie in Mochenwangen (Oberschwaben).
Gerhard Hillmayr stellt seine Bilder seit 1976 in Galerien und öffentlichen Ausstellungen international aus, u. a. in Kanada, den USA, Deutschland und der Schweiz. Sein Werk wurde mehrfach ausgezeichnet, u. a. mit dem Maxwell Award (1978), beim „American Artist National Art Competition“ in New York (1978) sowie mit dem „Annual Art Competition Award“ des Illustrator-Magazins in Minneapolis (1984/85 und 1988/89).

## Publikationen (Auswahl)
- Workshop Aquarell. Wege zum spontanen Ausdruck. Englisch Verlag ISBN 978-3-8241-1366-8
- Der Kunst-Ratgeber Aquarellmalerei Landschaften. Englisch Verlag ISBN 978-3-8241-1097-1
- Der Kunst-Ratgeber Aquarellmalerei Wasserlandschaften. Englisch Verlag ISBN 978-3-8241-1217-3